# Lobotomy
Lobotomy var ett svenskt death metal-band bildat 1990 i Kista - en förort till Stockholm. Efter tre fullängdsalbum och två EP-skivor valde bandet att lägga ner verksamheten år 2001 på grund av bristande intresse från Daniel Strachal för att han jobbade med andra projekt inom musikbranschen för tillfället och ville koncentrera sig mer på detta, samt att Lars Jelleryd som hade bidragit med mest material genom åren tillsammans med Strachal, slutade år 2000.

## Medlemmar
Senaste medlemmar
- Daniel Strachal – trummor (1990–2000)
- Patric Carsana – basgitarr (1990–2000)
- Etienne Belmar – sologitarr (1994–2000)
- Max Collin – sång (1994–2000)
- Jakob Leczinsky – gitarr (2000)

Tidigare medlemmar
- Leif "Leffe" Cuzner – basgitarr (1990; död 2006)[2]
- Lars Jelleryd – gitarr (1990–2000), sång (1990–1994)
- Fredrik Ekstrand – gitarr (1990–1992)
- Jonas Andersson – (1990)

## Diskografi
Demo
- 1990 – When Death Draws Near
- 1992 – Against the Gods
- 1993 – Nailed in Misery

Studioalbum
- 1995 – Lobotomy
- 1997 – Kill
- 1999 – Born in Hell

EP
- 1993 – Hymn (7" vinyl)
- 2000 – Holy Shit

Samlingsalbum
- 1995 – Against The Gods / Nailed In Misery (demo-samling)